# Болдыревский сельсовет (Оренбургская область)
Болдыревский сельсовет — сельское поселение в Ташлинском районе Оренбургской области Российской Федерации.
Административный центр — село Болдырево.

## История
Статус и границы сельского поселения установлены Законом Оренбургской области от 2 сентября 2004 года № 1424/211-III-ОЗ «О наделении муниципальных образований Оренбургской области статусом муниципального района, городского округа, городского поселения, установлении и изменении границ муниципальных образований».

## Население
| 2010 | 2012 | 2013 | 2014 | 2015 | 2016 | 2017 |
| ---- | ---- | ---- | ---- | ---- | ---- | ---- |
| 921  | ↘915 | ↘907 | ↘899 | ↘874 | ↘858 | ↘843 |
| 2018 | 2019 | 2020 | 2021 |      |      |      |
| ↘823 | ↘811 | ↘802 | ↘775 |      |      |      |

## Состав сельского поселения
| № | Населённый пункт | Тип населённого пункта       | Население |
| - | ---------------- | ---------------------------- | --------- |
| 1 | Болдырево        | село, административный центр | 445       |
| 2 | Иртек            | село                         | 223       |
| 3 | Луговое          | село                         | 253       |

## Археология
В  кургане 1 могильника ямной культуры Болдырево I в погребении взрослого человека, похороненного на правом боку, археологи нашли среди погребального инвентаря кроме бронзовых артефактов три предмета, откованные вхолодную из метеоритного железа в 2873—2471 гг. до нашей эры.
В кургане 2 могильника Болдырево IV, судя по анализу деталей погребального обряда и вещевого инвентаря, была погребена взрослая женщина, похороненная в узкой, неглубокой, прямоугольной могиле, вытянуто на спине, головой на запад. По составу инвентаря и погребальному обряду погребение относится к IX—XI векам и датируется огузо-печенежским временем. Погребение могло принадлежать огузскому этническому компоненту.